# 岩出市立山崎小学校
岩出市立山崎小学校（いわでしりつ やまさきしょうがっこう）は、和歌山県岩出市にある公立小学校。

## 沿革
- 1947年（昭和22年）4月1日 - 学制改革により、山崎村立山崎小学校と改称。
- 1956年（昭和31年）9月30日 - 那賀郡山崎村が町村合併して岩出町に含まれたのに伴い、岩出町立山崎小学校と改称。
- 1984年（昭和59年）4月1日 - 岩出町立山崎北小学校を分離。
- 2006年（平成18年）4月1日 - 岩出町の市制施行により、岩出市立山崎小学校と改称。

## 通学区域
- 岩出市
  - 西野（1､13～20､29-2､29-3､29-5､29-6､30～34､35-3､44～56､360～367､370､429､430）、中黒（1～427､499～）、中島、吉田（1～19､30～41､43～62､68～）､金池（450）、湯窪、赤垣内、波分（1～212､216～219､221､223～229､233～240､247～249､254～257､260～）､曽屋（1～313､315～353､397～）､金屋、畑毛、荊本（233～274）

卒業生は基本的に岩出市立岩出中学校に進学する。

## 周辺
- 岩出中黒郵便局
- 増田家住宅

## 交通
- 岩出市巡回バス 黒木にて下車
- 和歌山県道134号小豆島岩出線から北へ50mほど入る

## 著名な出身者
- 居谷匠真（プロ野球選手）

## 通学区域が隣接している学校
- 岩出市立岩出小学校
- 岩出市立中央小学校
- 岩出市立根来小学校
- 岩出市立山崎北小学校
- 和歌山市立山口小学校
- 和歌山市立川永小学校
- 和歌山市立小倉小学校